# Bertil Ekman
Bertil Rudolf Ekman, född 27 mars 1913 i Norra Vings församling, död 1991, var en svensk präst.
Ekman var son till skräddarmästare Anders Ekman och Nanny Söderling. Efter studier i Göteborg och Lund blev Ekman teologie kandidat 1943, varefter Ekman praktiserade som präst och arbetade som lärare vid civilförsvaret 1944–1945. Han fick missiv till Norrfjärdens församling, Munksund och Bjurholms församling, blev kyrkoadjunkt i Korpilombolo församling 1946, kyrkoherde där 1949 och var kontraktsprost i Torne kontrakt mellan 1969 och pensioneringen 1978. Ekman var ledamot av stiftstinget 1962, 1963 samt 1974–1976 och var suppleant i stiftsrådet 1962–1976. Ekman var även ledamot av Nordstjärneorden.
Ekman var sedan 1944 gift med Maj Gunvor Eriksson, med vilken han hade två barn.